# Jacques Poos
 (janvier 2019).
Si vous disposez d'ouvrages ou d'articles de référence ou si vous connaissez des sites web de qualité traitant du thème abordé ici, merci de compléter l'article en donnant les références utiles à sa vérifiabilité et en les liant à la section « Notes et références ».
Jacques Poos, né le 3 juin 1935 à Luxembourg-Ville (Luxembourg) et mort le 19 février 2022, est un banquier, économiste et homme politique luxembourgeois.
Il a été plusieurs fois ministre et a occupé à ce titre plusieurs postes dans les institutions bancaires internationales. En 1991, il fait partie de la délégation européenne lors de la négociation de l'Accord de Brioni, qui a mis fin à la guerre en Slovénie.

## Biographie

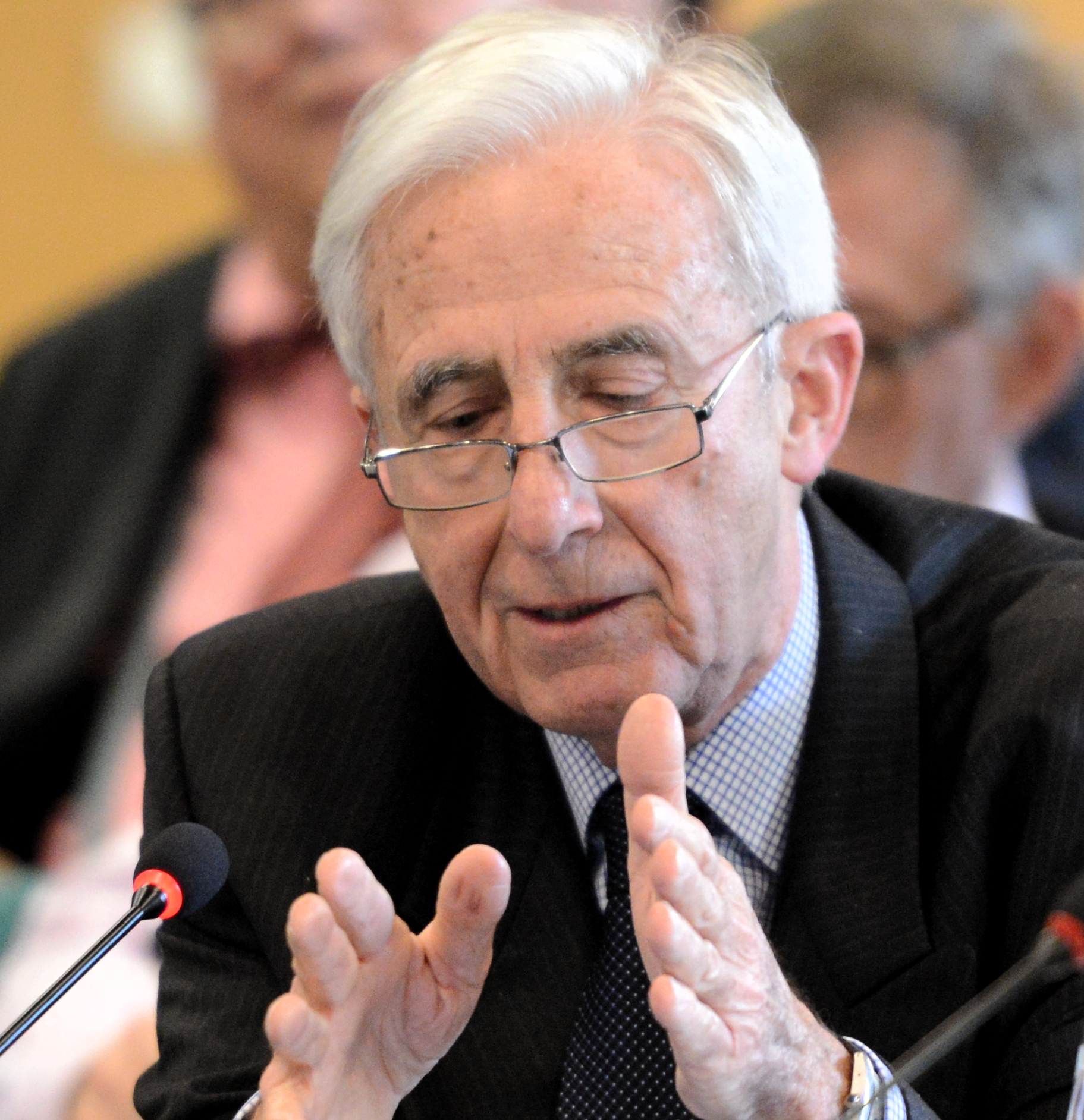
Jacques Poos en novembre 2014.

Jacques Poos obtient une licence en 1958 à l'université de Lausanne en Suisse en études économiques et commerciales, un diplôme supérieur en 1960 à l'athénée de Luxembourg en économie comparative et un doctorat en 1961 à l'université de Lausanne en sciences économiques.
De 1959 à 1962, Jacques Poos est attaché au ministère luxembourgeois de l'Économie. Chargé d'études au STATEC (Service d'études et de statistiques du Luxembourg) de 1962 à 1964. De 1964 à 1976, il obtient un poste de directeur de l'imprimerie coopérative et du Escher Tageblatt.
En 1969, Jacques Poos commence sa carrière politique en tant que conseiller communal à Esch-sur-Alzette, fonction qu'il conserve jusqu'en 1976. Il est élu à la Chambre des députés en 1970 et siège en tant que président du groupe parlementaire socialiste de 1975 à 1976 et est également président de la commission parlementaire des Finances et du Budget pour la même période. Il est élu au comité exécutif du Parti ouvrier socialiste luxembourgeois (LSAP) en 1976 et devient le vice-président du parti en 1982, poste qu'il occupe jusqu'en 1975. En 1984 et en 1989, il est en tête des listes électorales pour le LSAP.
De 1976 à 1979, Jacques Poos est ministre luxembourgeois des Finances, gouverneur de la Banque mondiale, du Fonds monétaire international et de la Banque européenne d'investissement. Entre 1980 et 1982, il dirige la Banque continentale du Luxembourg (BCL ou « conti »), puis, entre 1982 et 1984, il s'occupe de la direction de la banque Paribas Luxembourg SA.
En 1984, il refait son entrée au gouvernement en tant que vice-président du gouvernement, ministre des Affaires étrangères, du Commerce extérieur et de la Coopération, ministre de l'Économie et des Classes moyennes, ministre du Trésor. De 1989 à 1999, il occupe les fonctions de vice-Premier ministre, de ministre des Affaires étrangères, du Commerce extérieur et de la Coopération et de ministre de la Force publique. De janvier à juillet 1985 ainsi que de janvier à juillet 1991, il préside le Conseil de l'Union européenne en même temps que Jacques Santer, alors Premier ministre du Luxembourg, préside le Conseil européen.
En 1999, Lydie Polfer, présidente du Parti démocratique, lui succède.
Jacques Poos meurt à l'âge de 86 ans le 19 février 2022.